# Поволоцький Юрій Леонідович
Юрій Леонідович Поволоцький (нар. 14 лютого 1962 року в Одесі, УРСР, СРСР ) — ізраїльський та український композитор, піаніст, аранжувальник, культуролог, педагог, радіоведучий. Член Спілки композиторів Ізраїлю, ACUM, EILAM (Israeli Musicians' Union).

## Життєпис
Народився 14 лютого 1962 року в Одесі (Україна).
1986 року закінчив Російську Академію музики ім. Гнесіних за класом композиції. Навчався у професорів Генріха Літинського та Олексія Муравльова.
У 1990-91 рр. брав активну участь у створенні Музичного театру «Гелікон-опера». Як аранжувальник підготував нові оркестрові редакції опер І.Стравінського («Мавра»), К.Дебюссі («Блудний син»), П.Хіндеміта («Туди і назад»), Ф.Пуленка («Людський голос»).
З 1991 року живе в Ізраїлі.
Створює у найрізноманітніших жанрах: симфонічні, камерні та хорові твори, пісні та романси, альбоми для дітей та юнацтва, мюзикли та музика для театру, кіно, радіо та телебачення. Багато творів, крім Ізраїлю, часто виконуються в Україні, Білорусі, Росії, Грузії та інших країнах колишнього СРСР, а також у США, Великобританії, Франції, Німеччині, Нідерландах, Італії, Іспанії, Ірландії, Сербії, Хорватії, Австрії, Чехії, Швейцарії, Фінляндії, Польщі, Румунії, Угорщині, Бразилії, Мексиці, Японії, Китаї, Австралії, Нової Зеландії у концертах і у рамках навчально-педагогічного репертуару.
Автор низки творів у стилі Jewish Soul. У 1999-2004 роках був музичним керівником ансамблю "Лама Ло!". У 2004 року створив джаз-клезмер-бенд «Апропо.арт». У репертуарі цих гуртів були оригінальні композиції та авторські версії традиційної єврейської музики. Надалі багато оригінальних творів у стилі Jewish Soul отримали нові камерні та оркестрові версії для різних інструментів.
Веде активну концертну та викладацьку діяльність як піаніст, концертмейстер, аранжувальник та музичний керівник різних проектів. Публікує музикознавчі, культурологічні статті та есе в газетах, журналах, інтернет-виданнях. Співпрацював з ізраїльською радіостанцією «КАН-РЕКА» як співведучий програми «З композитором про композиторів» (2017-2020)
Як композитор та виконавець бере участь у численних ізраїльських та міжнародних фестивалях найрізноманітнішої жанрової спрямованості.
Лауреат премії імені Ю. Штерна в галузі композиції за 2009 рік та премії «Олива Єрусалима» (2007) за внесок у розвиток єврейського музичного фольклору.

## Основні твори

### Мюзикли
- «Портрет жінки» /Музична фантазія для двох/ (2008)
- «Дюймовочка» (2009)
- «Повернення до кохання» (2011)
- «Визнання, або Пенелопа в раю» (2014)

### Оркестрова музика
- Концерт для фортепіано з оркестром (1986)
- Камерна симфонія (1988)
- "Бабеліана", сюїта /версія для струнного оркестру/ (1995/2010)
- "Con Dolore" для струнного оркестру (1996)
- Концерт для фагота та камерного оркестру (1997)
- "Nostalgic Music" для струнних (1997)
- 4 Fragments from "Travelling to Klezmer" для кларнета з оркестром (2002)
- "Minuet & Badinerie" для флейти та струнного оркестру (2004)
- "Музика польоту та натхнення" для фортепіано з оркестром (2010)
- Suite from "Travelling to Klezmer" для флейти та струнного оркестру (2011)
- "Leaf Fall in Anjou" (з "Autumn Elegies") для фортепіано з оркестром (2015)
- "Mon Ami" (з "Autumn Elegies") для фортепіано з оркестром (2016)
- "Jewish Soul Fantasy" для двох кларнетів та струнного оркестру (2016)
- "Klezmer-Concerto" для двох кларнетів та симфонічного оркестру (2018/2020)
- The Best of Album "Travelling to Klezmer" для двох кларнетів та струнного оркестру (2018)
- Suite from "Travelling to Klezmer" для віолончелі та струнного оркестру (2019)
- Концерт для флейти з оркестром (2020)
- 2 Suites from "Travelling to Klezmer" для кларнета та струнного оркестру (2021)
- "Piafiana" версія для кларнета, фортепіано та струнних (2024)
- "Adios Amigo!" версія для скрипки, акордеона, фортепіано та камерного оркестру (2025)

### Камерно-інструментальна музика
- "Lyric Suite" для скрипки та фортепіано (1984/1999)
- Соната-Фантазія для альт-саксофона та фортепіано (1985/2021)
- Струнні квартети — № 1(1986/1996); № 2(1988/1993)
- Сонати для скрипки соло — № 1 (1988/1992); № 2 (1989)
- "Music in 3 Movements" для кларнета соло (1993/2021)
- "Babeliana" сюїта для струнного квартету (1993/2010)
- "Three Oriental Intermezzi" для саксофона та фортепіано (1994)
- Три п'єси для квартету саксофонів (1995); версії: для струнного квартету (1996), для ансамблю скрипалів та фортепіано (2021), для квінтету саксофонів (2021)
- "Four Looks at Henri Rousseau" для флейти та фортепіано (1995/1999)
- Тріо для альта, віолончелі та контрабаса (1995)
- "Animation" для флейти, кларнета та фагота (1996)
- "Fogged Moon Poem" для саксофона соло (1998/2021)
- "Jerusalem Divertimento" для кларнета (скрипки), віолончелі та фортепіано (1999)
- Квартет для саксофонів (2000)
- "Lubavich Niguns" для скрипки та кларнета (2001)
- "Sketches of the Old City" для кларнета соло (2001)
- "Minuet & Badinerie" (from "Unwritten Suite") для флейти та фортепіано (2001)
- "Spring Mood", сюїта для квартету флейт (2001)
- "Melancholy" для альта та фортепіано (2004), версії для солюючих альт-саксофона (2007) та віолончелі (2014)
- Suite from "Travelling to Klezmer" для флейти та фортепіано (2005)
- "Nigunim" для скрипки соло (2006/2011)
- "Partita per partire" для клавесину (2008)
- "12 Caprices for Solitary Musician" for Flute (or Oboe/Clarinet/Saxophone) solo (2008)
- "Provincial Soap Opera", концертна сюїта для балалайки та фортепіано (2009)
- "French Sonata" ("Exercise in Spirit of Poulenc") для гобоя та фортепіано (2010)
- "Suite in Retro Style" для саксофона та фортепіано (2011)
- "Adios Amigo!" для скрипки та фортепіано (2011), версії для скрипки, баяна (банданеона), гітари, фортепіано та контрабаса (2011), для двух віолончелей та фортепіано (2019), для скрипки, віолончелі та фортепіано (2019)
- "Cinema Sonata" для валторни та фортепіано (2011)
- "Glamour a la…" для квартету флейт (2012)
- "Sonata dell’Arte" для туби та фортепіано (2012)
- "Rendezvous Lonely Hearts" для двох скрипок (2012)
- Sonata ("Summer Midday’s Dream") для труби та фортепіано (2012)
- "Echoes of Waltz" для тромбона та фортепіано (2012)
- "Forest Fairy Tale" для гобоя та струнного тріо (2013)
- "Night Stories" для квартету фаготів (2013), версія для квартету саксофонів (2020)
- "Oui, mon cher Fufu!" для флейти, гобоя, кларнета, валторни, фагота та фортепіано (2014)
- "Pictures of a Forgotten Town" для двох кларнетів (2015)
- "Monti 2.0" /Paraphrase on a well-known Theme/ для двох кларнетів та фортепіано (2015); версії для гобоя, фагота та фортепіано (2018), для флейти, фагота та фортепіано (2018), для скрипки, віолончелі та фортепіано (2018)
- "Jewish Soul Fantasy" версия для двох кларнетів та фортепіано (2016)
- "Travelling to Klezmer" (повна версія альбому) для скрипки, кларнета та фортепіано (2016)
- The Best of Album "Travelling to Klezmer" для двох кларнетів та фортепіано (2017)
- Five Pieces from "Portraits & Dedications" для кларнета та фортепіано (2019)
- Suites Nos.1-3 from "Travelling to Klezmer" для кларнета та фортепіано (2019)
- Sonata ("Three Shades of Passion") для віолончелі та фортепіано (2019)
- "Four Jewish Traditional Melodies" for Duo Clarinets (2015—2019)
- Suite from "Travelling to Klezmer" для віолончелі та фортепіано (2019)
- Sonata Amoroso для флейти та фортепіано (2020)
- Sonata "Flying with Schubert" для скрипки та фортепіано (2020)
- Suite from "Travelling to Klezmer" для двох фаготів та фортепіано (2021)
- "Sonata quasi un Thriller" для фагота та фортепіано (2021)
- "Anatevka-Divertimento" /Metamorphoses on themes from the Musical by Jerry Bock/ версії для двох кларнетів та фортепіано, для двох фаготів та фортепіано, для кларнета, фагота та фортепіано, для скрипки, фагота та фортепіано (2022)
- "Dedicated to E.F." /Remembrance Collage/ для двох клавесинів (2022)
- "Here Comes a Swallow" ("Прилетіла ластівочка") для альта та фортепіано (2022); версії для скрипки та фортепіано, для віолончелі та фортепіано (2024)
- "Jewish Pictures" from Album "Travelling to Klezmer" для ксилофона та фортепіано (2022)
- "Piafiana" /Fantasy-Digest based on the Songs of Edith Piaf/ версії для скрипки, фагота та фортепіано (2023), для кларнета, фагота та фортепіано, флейти, фагота та фортепіано, 2 фаготів та фортепіано (2024)
- "Two Ukrainian Tango" для скрипки, баяна (акордеона), гітари, фортепиано, контрабаса та ударних (2023)
- "Fifth Season" /In the Constellation Vivaldi/ для скрипки та віолончелі (2024)
- "Humoresque" для фагота соло (2024)
- "Two Novelettes" для віолончелі та фортепіано (2024)
- "Julian Suite" для кларнета та фортепіано (2024)
- Suite from "Portraits & Dedications" для кларнета, альт-саксофона та фортепіано (2024)
- "Divertimento" для ксилофона та фортепіано (2024)
- "Six Dances" для ксилофона та фортепіано (2024)
- "Happy End" для органу (2024)
- Two Fragments from "Portraits & Dedications" для скрипки, акордеона (баяна), гітари, фортепіано та електробаса (2025)

### Камерно-вокальна та хорова музика
- Три вірші Сашка Чорного (1984)
- "Лірика Миколи Рубцова" (1986/2013)
- "Малюнки сьогодення-1989" на вірші І.Іртеньєва (1989)
- "Sephardic Songs" (1992/2019)
- "Two Sephardic Love Songs" для смешанного хора a capella (1997/2022)
- П'ять віршів Осипа Мандельштама (2006)
- "Musica Ecumenica" для змішаного хору a capella (2008)
- "Пушкінський зошит" (2008-2021)
- 6 балад на вірші М.Гумільова (2009)
- "Акварелі", 6 романсів на вірші А.Ахматової (2009)
- 4 романси на вірші К. Р. (2009)
- "Моя маленька Іртеніада" на вірші І.Іртеньєва (2009)
- "Пісні Ладоги" на стихи О.Прокоф'єва (2009)
- "Doina Codrilor" на вірші Б.Казанцевої (2010)
- "Ночі Марини", вокальний цикл на вірші М.Цвєтаєвої (2010)
- "Запрошення до Романсу" 18 романсів на вірші Б.Казанцевої, Б.Окуджави, Ю.Кіма, Вл. Вишневського, Д.Кімельфельда, Н.Язикова та інших поетів (1987—2010)
- Три скетчі на вірші поетів-оберіутів (2011)
- П'ять романсів на вірші В.Пеленягрэ (1991/2014)
- "Лермонтов.2014" (2014)
- "Шотландський зошит" на вірші Р.Бернса у перекладах С.Маршака (1981-85/2016)
- Три балади на вірші П.-Ж.Беранже у перекладах В.Курочкіна (2016)
- "Сумні пісні" на вірші О.Блока (2017)
- "Під одним небом", вокальний триптих на вірші Семена Кірсанова (2018)
- "Пісні кохання та розставання", вокальний цикл на вірші Вероніки Тушнової (2020)
- "Ліризми", 21 мініатюра на вірші Бориса Барського (2022-24)
- Три романси на вірші Ліни Костенко (2023)
- Три вірші Лесі Українки (2024)
- "Окуджава-XXI" (2024)
- "Міст Мірабо" /Принесення Мікаелу Тарівердієву/ на вірші Гійома Аполлінера (рос. пер. Н. Стріжевської) для контральто (тенора) та фортепіано (2017-2025)

### Фортепіанна музика
- 4 п'єси для фортепіано (1985)
- Соната № 1 "Посвята Марку Шагалу" (1989/2021)
- Соната № 2 "Phantom" (1991)
- "Seven Jewish Traditional Melodies" (1996)
- "5 х 10" альбом для дітей та юнацтва (1997-98/2017)
- "Vision of Elise" (2005)
- "Two Portraits of Cats" (2006)
- "Around Jazz" (2006-2014)
- 24 маленькі п'єси (2008/2013)
- "24 Instants" (2008)
- "Jokes with Classics" (2009)
- "U-krop-krop" /Музика в наслідування Гіє Канчелі / (2011)
- "20 Pieces for 20 Fingers" (2011)
- Дві п'єси (2012)
- "Дорогий собака" /Сюїта з музики до малобюджетного фільму/ (2013)
- 2 сонатини (2014)
- "Jazz Movies" для фортепіано в 4 руки (2014)
- "Autumn Elegies" (2014)
- "In Tchaikovsky's Footsteps" /Metamorphoses of the "Children's Album"/ (2019)
- "Seven Preludes of Morning Awakening" (2019)
- "Klezmeriana", Suite Concertante після "Travelling to Klezmer" (2020)
- "Jazz Sketches" (2020)
- "Bagatelles of Saint Sylvester's Day" (2021)
- "Ukrainian Triptych" (2022)
- "Dedicated to E.F." /Remembrance Collage/ Version for 2 Pianos (2022)
- "Dunaevsky-Fireworks" Концертино на теми з к/ф "Волга-Волга" для 2-х фортепіано (2023)
- Фортепіанні транскрипції фрагментів музики до театральних постановок

### Музика у стилі Jewish Soul
- "Travelling to Klezmer" (1999)
- "Shtetelekh" (2000)
- "Metamorphoses" (2001-2003)
- "Portraits & Dedications" (2001-2009)
- Пісні та вокальні цикли на ідиш

### Музика до театральних вистав
- "Шум часу. Осип Мандельштам" (Єрусалимський театр "Тарантас", 2006)
- "Милий брехун" (2007)
- "Теїла" (2008)
- "Я знаю жінку..." (2009)
- "Рок-н-рол на заході сонця" (2015)
- "Випадковий постріл" (театр "Портрет-Дьєкан", 2018)
- "32 грудня"/"The 32nd Day of December"/ (Arizona Russian Theater, 2018)
- "Формула кави" (театр "Матара", Аріель, Ізраїль, 2023)

### Музика до фільмів
- 2007 - "Толя", короткометражний (Ізраїль, реж. Р.Бродський)
- 2013 - "Дорогий собака", короткометражний (Росія, реж. Є.Банчик)
- 2018 - "Анахну кан" – тут і тоді", документальний (Ізраїль, реж. Б.Соболєв)
- 2021 - "263 ночі", анімаційно-документальний ("Білорусьфільм", реж. І.Тарасова)

Пісні, балади та романси на вірші Р.Кіплінга, В.Сосюри, О.Теліги, Л.Костенко, Дм. Бикова, Н.Заболоцького, Б.Казанцевої, В.Гіна, Д.Кімельфельда, М.Котлярського, В.Ольхового, А.Дмитрук, Р.Коляди та ін.

## Дискографія
- "Jerusalem Balagula" (група "Lama Lo!", 2002)
- "Іронічний шансон" (разом з Д.Кімельфельдом, 2003)
- "Povolotsky & Co" (джаз-клезмер-бенд "Apropos.art", 2007)
- 4 п'єси для двох фортепіано з альбому "5 х 10" (у диску Херут Ісраелі (Herut Israeli) та Хагая Йодана (Hagai Yodan) "Piano 4 Play" (2007)
- "Запрошення до Романса" (спільно з Б.Казанцевою, 2011)
- "Французька соната" для гобою та фортепіано (у диску О.Балашова "Чарівність гобою", 2015)
- "Here Comes a Swallow" для альта та фортепіано (у диску Hiyoli Togawa "Children!", 2023)
- "Humoresque" для фаготу соло (у диску Emanuel Blumin-Sint "Leading Bassoon", 2024)